# Les Fusillés (métro d'Alger)
Les Fusillés est une station de la ligne 1 du métro d'Alger. La station des Fusillés est située au croisement du chemin des fusillés du 17 mai 1957 et de l'avenue Boudjatit Mahmoud. Elle se trouve dans le quartier du Ruisseau.

## Situation sur le réseau
Les Fusillés est une station de la ligne 1 du métro d'Alger.

## Histoire
Elle est mise en service le 1er novembre 2011, lors de l'ouverture à l'exploitation de la ligne 1 du Métro d'Alger.

## Services aux voyageurs

### Accès et accueil
Elle dispose de deux accès, rue des Fusillés et rue Boudjatit Mahmoud.

### Intermodalité
La station est en correspondance avec :
- la station Ruisseau du tramway d'Alger ;
- le téléphérique du Palais de la Culture ;
- les lignes 4 et 14 du réseau de bus de l'ETUSA[2].

Elle dispose également d'une station de taxi collectif : Ruisseau - Belcourt.

Intermodalité
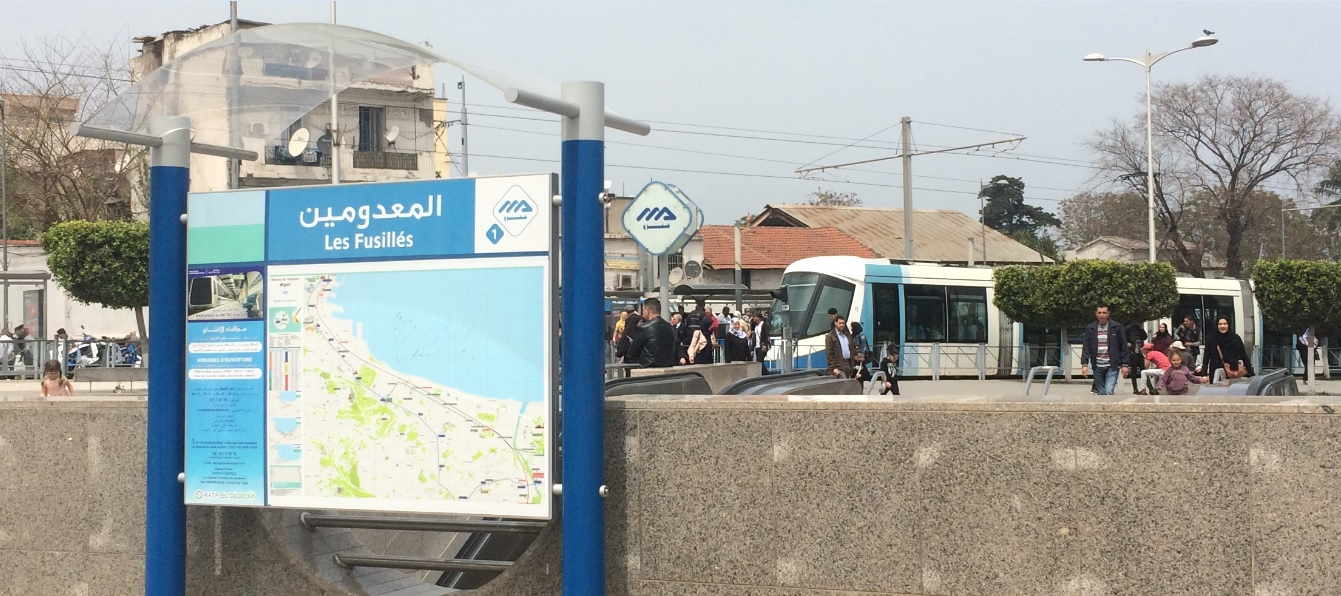
Les stations du métro et du tramway.
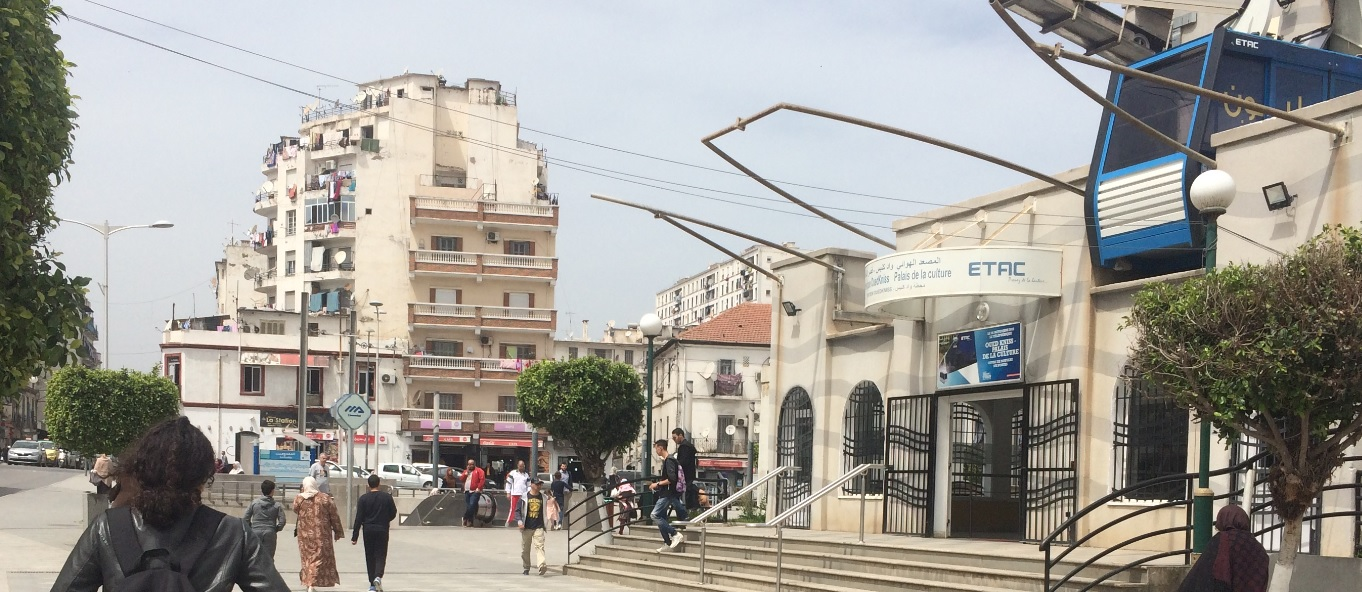
La station du téléphérique.

## À proximité
- Cour d'Alger
- Ministère des Affaires ėtrangères (par le téléphérique)
- Ministère de la Culture (par le téléphérique)